# 120153 Hoekenga
120153 Hoekenga este o planetă minoră (asteroid), cu un diametru de 3,612 km, din centura de asteroizi. A fost descoperită pe 21 aprilie 2003 la Catalina Station⁠(d) de Catalina Sky Survey. 
Obiectul prezintă o orbită caracterizată de o semiaxă mare de 3,048047362675 UAi, o excentricitate de 0,09, o înclinație de 10,2 ° în raport cu ecliptica.